# Macrodontia cervicornis
Macrodontia cervicornis – gatunek chrząszcza z rodziny kózkowatych. Osobniki tego gatunku są jednymi z największych współcześnie żyjących chrząszczy. Imagines osiągają ponad 17 cm długości. Gatunek znany jest z lasów Kolumbii, Ekwadoru, Peru, Boliwii, Gujany i Brazylii. Jest uwzględniony w czerwonej księdze IUCN z kategorią narażony (VU).